# Ernesto Verdun
Ernesto Carlo Verdun (Livorno, 5 febbraio 1880 – ...) è stato un calciatore italiano, di ruolo attaccante, noto anche con il cognome Verdan.

## Carriera
Dal 1900 al 1903 milita nel Torinese, giungendo a disputare con i suoi la finale durante la stagione del 1900 persa contro il Genoa, la semifinale del 1902, sconfitti sempre dai genovesi, e l'eliminatoria regionale del 1903, persa contro la Juventus.